# Golpe de Estado no Lesoto em 1970
Golpe de Estado no Lesoto em 1970 foi um autogolpe ocorrido no Lesoto em 30 de janeiro de 1970, liderado pelo primeiro-ministro Leabua Jonathan.  Isso levou à  assunção de poderes ditatoriais pelo primeiro-ministro Jonathan, que ocupava o cargo desde 1965. O golpe foi provocado pela vitória do partido de oposição Partido do Congresso da Basutolândia (PCB, liderado por Ntsu Mokhehle) sobre o governista Partido Nacional Basoto (PNB, liderado por Jonathan) nas eleições gerais.
O primeiro-ministro Jonathan declarou estado de emergência, anulou a eleição, dissolveu o parlamento e suspendeu a constituição. O golpe provoca numerosos confrontos entre as forças governistas e manifestantes civis armados. O Rei Moshoeshoe II seria enviado para o exílio após expressar desaprovação pelas ações. Entretanto, o próprio Jonathan seria deposto mais tarde, no golpe de Estado de 1986 liderado pelo general Justin Lekhanya.